# PILLAR
株式会社PILLAR（ピラー、PILLAR Corporation）は、大阪市西区に本社を置くメーカー。東証プライム上場。旧社名は日本ピラー工業株式会社（にっぽんピラーこうぎょう、NIPPON PILLAR PACKING CO.,LTD.）。

## 概要
液体の漏れを防ぐメカニカルシール（ガスケット、パッキン）の業界大手企業である。
当社最初の製品「特許ピラーパッキンNo.1」の形状が柱状（英語で"PILLAR"）であったことが社名の由来である。

## 沿革
- 1924年（大正13年）5月 - 神戸市灘区に日本ピラー工業所を創立。
- 1926年（大正15年）8月 - 大阪市淀川区に本社・工場を新設。
- 1948年（昭和23年）5月 - 株式会社に改組、日本ピラー工業株式会社を設立。
- 1984年（昭和59年）5月 - 大阪証券取引所市場第二部特別指定銘柄に上場。
- 1995年（平成7年）9月 - 大阪証券取引所市場第二部に上場。
- 2001年（平成13年）1月 - 東京証券取引所市場第二部に上場。
- 2001年（平成13年）3月 - 東京証券取引所及び大阪証券取引所市場第一部に上場。
- 2017年（平成29年）3月 - 大阪市西区に本社移転。
- 2024年（令和6年）7月 - 商号を株式会社PILLARに変更[2]。

## 事業所
- 本社：大阪市西区新町1丁目7番1号
- 三田工場：兵庫県三田市下内神字打場541-1
- 福知山事業所：京都府福知山市長田野町2-66-3
- 九州工場：熊本県合志市福原1-25
- 国内支店

東京支店、横浜支店、名古屋支店、京都支店、大阪支店、神戸支店、広島支店、九州支店